# 巴尔达利加
巴尔达利加，是西班牙坎塔布里亚的一个市镇。总面积98平方公里，总人口2495人（2001年），人口密度25人/平方公里。